# Берве, Гельмут
Гельмут Берве (нем. Helmut Berve; 22 января 1896, Бреслау, Пруссия — 6 апреля 1979, Херхендорф-аф-Пилзензее, Бавария) — немецкий историк-антиковед. Нацист, член НСДАП с апреля 1933 года. Хабилитированный и почётный доктор, профессор Лейпцигского и Мюнхенского университетов. Член Саксонской АН (1932, членкор 1943—1953), член Баварской АН (1944, членкор 1943).

## Биография
Родился в семье банкира. После окончания в 1914 году гимназии и получения аттестата зрелости путешествовал по Италии. Затем до 1916 года на службе в армии, куда зачислился добровольцем.
В 1916—1922 годах учился в университетах Бреслау, Марбурга, Фрайбурга, Берлина, Мюнхена, в последнем в 1921 году получил докторскую степень под руководством Вальтера Отто (1878—1941), защитив диссертацию, посвящённую Александру Македонскому. В 1924 году хабилитировался там же.
В 1924—1927 годах в Мюнхенском университете.
В 1927—1943 годах профессор древней истории Лейпцигского университета.
В 1933—1935 годах декан факультета искусств, в 1937—1939 годах проректор и в 1940—1943 годах ректор Лейпцигского университета.
В 1943—1945 годах профессор древней истории Мюнхенского университета, где стал преемником своего учителя В. Отто. Американским властями был освобождён от преподавательской деятельности.
После процедур денацификации — в 1949—1954 годах преподаватель Мюнхенского университета.
В 1954—1962 годах профессор древней истории в Эрлангенском университете.
Затем на пенсии. В 1960—1967 годах в Немецком археологическом институте.
Членкор Академии наук и литературы в Майнце (1949).
Почётный доктор Афинского университета (1937).
Оставил много учеников.
Его идеалом государственного деятеля был Перикл, которому он посвятил свою одноимённую работу 1940 года.
Также он относился к числу идеализировавших дорийскую Спарту.

## Работы
- Berve H. Das Alexanderreich auf prosopographischer Grundlage. Bd. I—II. München, 1926. («Империя Александра на просопографическом основании», в 2-х частях, на основе хабилитационной дисс.)

На русском языке
- Берве Гельмут. Тираны Греции / перевод О. Е. Рывкиной. — Ростов-на-Дону: Феникс, 1997. — 640 с. — (Исторические силуэты). — ISBN 5-222-00368-X.